# 登黑里茨
登黑里茨（德語：Dennheritz）是德国萨克森州的市镇，隶属于茨维考县。总面积为13.36平方千米，截至2023年12月31日总人口为1,279人。